# ジャン・マルコ・フェッラーリ
ジャン・マルコ・フェッラーリ（Gian Marco Ferrari、1992年2月15日 - ）はイタリア・パルマ出身のサッカー選手。イタリア代表。ポジションはDF。USサッスオーロ・カルチョ所属。

## 経歴

### クラブ
2014年7月3日、FCクロトーネに期限付き移籍。2015年6月、同クラブに完全移籍した。
2016年8月31日、セリエAのUSサッスオーロ・カルチョに移籍したが、同シーズンはクロトーネに貸し出しというかたちで残留した。
2017年4月4日、UCサンプドリアに期限付き移籍した。

### 代表
2017年4月にコヴェルチャーノで行われたイタリア代表のトレーニングに呼ばれると、6月7日のウルグアイとの親善試合のメンバーに追加で選出され、公式戦初招集となった。その後も幾度か招集はされるものの出場機会は訪れないことが続いたが、2021年5月28日にサルデーニャ・アレーナで行われたサンマリノとの親善試合で先発に名を連ね代表デビューを果たすと、34分には代表初得点となるチーム2点目を挙げて7-0の勝利に貢献した。